# Roberto Querejazu Calvo
Roberto Querejazu Calvo (Sucre, Bolivia; 24 de noviembre de 1913 - Cochabamba, Bolivia; 7 de octubre de 2006) fue un exsoldado benemérito de la guerra del Chaco, abogado, historiador, geógrafo y diplomático boliviano que efectuó una importante contribución al quehacer cultural de su país y América.

## Biografía
Fue el tercero entre siete hijos de Mamerto Querejazu Urriolagoitía y Delfina Calvo Arana. Sus estudios de primaria y secundaria fueron en el colegio Sagrado Corazón de los jesuitas de Sucre. Luego de su bachillerato decidió estudiar la carrera de Derecho en la Universidad Mayor Real y Pontificia San Francisco Xavier de Chuquisaca, aunque debió suspenderlos, para combatir como soldado entre sus 19 y 22 años en la Guerra del Chaco en los Regimientos Campo, Lanza y en una batería de artillería. Posterior a la guerra, en el año 1937, Roberto Querejazu Calvo finalmente se graduó como abogado.
En 1939 comenzó su trabajo para el Servicio de Relaciones Exteriores mediante un examen de competencia, sirviendo en él durante 20 años como auxiliar, oficial, jefe de varios departamentos de la cancillería hasta ocupar el cargo de subsecretario. Fue primer secretario de la embajada de Bolivia en Brasil, secretario de la delegación de Bolivia en la Naciones Unidas, encargado de negocios en Gran Bretaña, luego embajador y después embajador de Bolivia en los Países Bajos.
Cuando por razones políticas fue despojado de su cargo, trabajó en el ferrocarril de la Patiño Mines, en relaciones públicas de la Petrolera Shell y en el Centro Boliviano Americano de Cochabamba.
Desde 1970 se dedicó a la investigación histórica, publicó más de 100 artículos periodísticos.

"Roberto Querejazu no es sólo un gran historiador, sino un hombre que ha sido capaz de atraparnos por la finura y la calidad de su escritura, porque ha sido capaz de transmitir el alma y el espíritu del alma que ama profundamente a Bolivia, en toda su obra historiográfica"
(Carlos Diego de Mesa Gisbert, historiador boliviano y expresidente de Bolivia)

## Familia
Estuvo casado con Dorothy Allman Lewis, con la que tuvo dos hijos.

## Premios
- Condecoración Cóndor de los Andes en el grado de Gran Cruz (2004).
- Premio Nacional de Cultura de 2000

## Sus obras literarias de historia
Las obras históricas escritas por Roberto Querejazu, son las siguientes:
- Masamaclay: historia política, diplomática y militar de la guerra del Chaco (1965).
- Bolivia y los ingleses (1825-1948) (1973).
- Llallagua historia de una montaña (1977).[1]
- Guano, salitre y sangre (1979).
- Chuquisaca Guerras del Pacífico y del Chaco similitudes y diferencias (1982).
- La Guerra del Pacífico (1983).
- Chuquisaca (1539-1825) (1987).
- Aclaraciones históricas sobre la guerra del Chaco (1995).
- Historia de la iglesia católica en Charcas (1995).
- Oposición en Bolivia a la Confederación Perú-Boliviana (1996).
- Chile enemigo de Bolivia antes, durante y después de la guerra del Pacífico (1998).
- Historia de Bolivia, desde Francisco Pizarro hasta Hugo Banzer Suárez (2004).[2]